# 8572 Nijo
8572 Nijo este un asteroid din centura principală de asteroizi.

## Descriere
8572 Nijo este un asteroid din centura principală de asteroizi. A fost descoperit pe 19 octombrie 1996 la Observatorul Kleť de Jana Tichá și Miloš Tichý. Asteroidul prezintă o orbită caracterizată de o semiaxă mare de 2,21 ua, o excentricitate de 0,19 și o înclinație de 5,3° în raport cu ecliptica.